# Roudouallec
Roudouallec è un comune francese di 731 abitanti situato nel dipartimento del Morbihan nella regione della Bretagna.

## Società

### Evoluzione demografica
Abitanti censiti